# Bolitoglossa longissima
Bolitoglossa longissima е вид земноводно от семейство Plethodontidae. Видът е критично застрашен от изчезване.

## Разпространение
Разпространен е в Хондурас.

## Описание
Популацията на вида е намаляваща.